# Calliostoma insigne
Calliostoma insigne is een slakkensoort uit de familie van de Calliostomatidae. De wetenschappelijke naam van de soort werd voor het eerst geldig gepubliceerd in 1971 door Olsson.